# Mare de Déu de Coaner
El santuari de la Mare de Déu de Coaner és una esglesiola situada a mig quilòmetre a ponent de l'església parroquial de Sant Julià, prop del poble de Coaner. Es troba catalogada a l'Inventari del Patrimoni Arquitectònic de Catalunya. El seu origen és ocasionat pel gran culte que despertà la Mare de Déu de Coaner, que es troba envoltada de vuit parròquies: Súria, Castelladral, Valldeperes, Orriols, Torroella, Salo, Castelltallat i la mateixa de Coaner. A causa de l'increment de feligresos, l'altra església de Sant Julià quedava petita.
Alçada sobre un petit turó i aïllada, presenta una estructura regular de planta rectangular amb un cos adossat a la part dreta (cos també de planta rectangular i de petites dimensions) i el cementiri, a l'esquerra. La façana és llisa, amb porta central i òcul a la part superior i acabada en un campanar d'espadanya doble. Les parets exteriors estan arrebossades, però pot apreciar-se l'ús de la pedra i el totxo (maó) per la construcció. El portal és romà amb una espècie de frontó a sobre. La coberta és a dues aigües. El retaule de l'altar major és barroc, realitzat el 1716 per Segimon Pujol de Gurb. Conservada a l'església de la Colònia de Valls i d'estil romànic dels segles XII-XIII trobem la imatge de la Mare de Déu de Coaner, feta de fusta policromada.